# Bec-en-croc de Forbes
Leptodon forbesi
Espèce
Statut de conservation UICN

 EN  : En danger
Statut CITES
Le Bec-en-croc de Forbes (Leptodon forbesi), anciennement connu en tant que Milan de Forbes, est une espèce de rapaces de la famille des Accipitridae.

## Description
Il mesure 50 cm de longueur. L'adulte a une tête grise avec la nuque blanche, le dos noir, le ventre blanc, une queue grise avec une très large bande noire subterminale et la pointe blanchâtre. Il est très semblable au milan de Cayenne et a souvent été classé comme une sous-espèce.
Cette espèce est classée en danger critique. Il y a eu des observations de très rares cas et on ne sait rien de son alimentation, de son mode de vie ou de sa reproduction. Les domaines dans lesquels il a été repéré, dans les régions côtières d'Alagoas et de Pernambuco, au nord-est du Brésil, ont été soumises à une déforestation massive. Sa population actuelle est estimée à quelque 50 couples.
Son nom d'espèce commémore le zoologiste britannique William Alexander Forbes.